# 老林镇
老林镇，是中华人民共和国四川省南充市营山县下辖的一个乡镇级行政单位。2019年10月，撤销双林乡，将其所属行政区域划归老林镇管辖。

## 行政区划
老林镇下辖以下地区：
老林镇街道社区、野鹤村、吹角村、龙桥村、庙岭村、七照村、牛牧村、龙井村、龙胜村、磨滩村、灵台村、井沟村、漆园村和莲池村、双林村、龙兴村、猫顶村、龙观村、文昌村、黑马沟村、麻柳村、水口村和雁家村。